# Касилаг
Касилаг (болг. Касилаг) — село в Болгарии. Находится в Перникской области, входит в общину Радомир. Население составляет 82 человека.

## Политическая ситуация
Касилаг подчиняется непосредственно общине и не имеет своего кмета.
Кмет (мэр) общины Радомир — Красимир Светозаров Борисов (Болгарская социалистическая партия (БСП)) по результатам выборов в правление общины.